# Холли, Джордж
Джордж Ге́нри Хо́лли (англ. George Henry Holley, 20 ноября 1885 года, Сиэм, графство Дарем, Англия — 27 августа 1942) — английский футболист, атакующий полузащитник, нападающий. Играл за «Сандерленд», «Брайтон» и сборную Англии. Становился чемпионом Англии в 1913 году и лучшим бомбардиром Первого дивизиона в сезоне 1911/12.

## Карьера
Холли родился в Сихеме и начал свою карьеру в местных клубах, успев поиграть за «Сихем Атлетик», «Сихем Вилла» и «Сихем Уайт Стар», чемпиона Уирсайд лиги. В возрасте 19 лет он перешёл в «Сандерленд».

### «Сандерленд»
В «Сандерленде» Джордж Холли оказался в ноябре 1904 года и сначала играл за резервный состав, где регулярно забивал. Его дебют в главной команде состоялся 27 декабря 1904 года в гостевом матче с «Шеффилд Уэнсдей», закончившимся вничью 1:1 (гол забил Холли). После ухода Альфа Коммона в «Мидлсбро» в феврале 1905 года, Холли становится игроком основы. Первые три сезона на «Рокер Парк» Джордж находится в тени Артура Бриджета (забив соответственно 9, 6 и 5 голов), но в сезоне 1907/08 он становится лучшим бомбардиром команды с 23 голами (2 хет-трика). В сезоне 1908/09 Холли снова становится лучшим нападающим команды с 18 голами (включая хет-трик 5 декабря на «Сент-Джеймс Парк» в матче с «Ньюкасл Юнайтед», выигранном 9:1. «Сандерленд» в том сезоне занял третье место, «Ньюкасл» стал чемпионом).
Лучшим другом Джорджа стал Ли Руз, пришедший в «Сандерленд» в январе 1908 года (он заменил Неда Дойга, перешедшего в «Ливерпуль»).
Холли не снижал результативность и в следующих сезонах, а в сезоне 1911/12 стал лучшим бомбардиром лиги. В этом же сезоне он забил 4 гола в домашнем матче с «Манчестер Юнайтед» («Сандерленд» выиграл 5:0) и сделал хет-трик в матче с «Эвертоном» («Сандерленд» выиграл 4:0). В следующем году «Сандерленд» стал чемпионом, чему поспособствовали 12 голов Холли (лучшим бомбардиром команды стал Чарли Бакен с 27 голами). Позднее Бакен скажет, что он ещё не видел, чтобы нападающий играл так, как это делал Холли 2 ноября 1912 года в матче с «Брэдфорд Сити».
В том сезоне «Сандерленд» не смог сделать «золотой дубль» из-за проигрыша в финале Кубка «Астон Вилле». Холли не был готов играть в том финале и вышел на поле с травмой лодыжки и перевязанным коленом.
После Первой мировой войны Холли в июле 1919 года покинул «Сандерленд» и перешёл в «Брайтон». Всего за «Сандерленд» он провёл 316 игр, в которых забил 155 голов (во всех соревнованиях), становившись в шести сезонах лучшим бомбардиром команды. Среди его достижений — 9 хет-триков в ворота соперников (из игроков «Сандерленда» большего добивались только Бобби Герни, Чарли Бакен и Дейв Халлидей).

### Сборная Англии
Первый матч за сборную Англии Холли сыграл 15 марта 1909 года в Ноттингеме, где Англия принимала Уэльс. Англичане выиграли 2:0, причем первый гол уже на 15 минуте забил Холли (в ворота своего лучшего друга и вратаря «Сандерленда» Лея Руза). В том же году он сыграл ещё 4 игры за сборную (его взяли в турне по Европе), в которых забил 4 гола (по дублю в ворота Австрии и Венгрии). Но к удивлению, после того как он не смог забить в матче с Уэльсом 14 марта 1910 года его перестали вызвать в сборную .
Снова в сборную его начали привлекать 1912 году (3 матча, 3 гола), а последний матч за сборную Холли сыграл 5 апреля 1913 года (англичане обыграли Шотландию 1:0).

### Тренерская карьера
Карьеру игрока Холли закончил в 1920 году и в январе 1921 он вернулся в «Сандерленд», где проработал 18 месяцев помощником тренера. Потом аналогичную должность он занимал в «Вулверхэмптон Уондерерс» (в течение 10 лет) и «Барнсли».

## Достижения
- Чемпион Англии: 1913
- Лучший бомбардир Первого дивизиона Футбольной лиги: 1912 (наряду с Гарри Хэмптоном и Дэвидом Маклейном)

## Статистика выступлений
| Клуб                     | Сезон            | Лига | Лига | Кубок Англии | Кубок Англии | Прочие | Прочие | Итого | Итого | Товарищеские матчи | Товарищеские матчи | Всего | Всего |
| Клуб                     | Сезон            | Игры | Голы | Игры         | Голы         | Игры   | Голы   | Игры  | Голы  | Игры               | Голы               | Игры  | Голы  |
| ------------------------ | ---------------- | ---- | ---- | ------------ | ------------ | ------ | ------ | ----- | ----- | ------------------ | ------------------ | ----- | ----- |
| Сандерленд               | 1904/05          | 15   | 9    | 1            | 0            | 0      | 0      | 16    | 9     | 2                  | 4                  | 18    | 13    |
| Сандерленд               | 1905/06          | 22   | 6    | 3            | 1            | 0      | 0      | 25    | 7     | 0                  | 0                  | 25    | 7     |
| Сандерленд               | 1906/07          | 15   | 5    | 4            | 0            | 0      | 0      | 19    | 5     | 1                  | 1                  | 20    | 6     |
| Сандерленд               | 1907/08          | 35   | 23   | 1            | 1            | 0      | 0      | 36    | 24    | 0                  | 0                  | 36    | 24    |
| Сандерленд               | 1908/09          | 31   | 18   | 5            | 1            | 0      | 0      | 36    | 19    | 0                  | 0                  | 36    | 19    |
| Сандерленд               | 1909/10          | 33   | 20   | 2            | 1            | 0      | 0      | 35    | 21    | 0                  | 0                  | 35    | 21    |
| Сандерленд               | 1910/11          | 24   | 13   | 1            | 0            | 0      | 0      | 25    | 13    | 2                  | 3                  | 27    | 16    |
| Сандерленд               | 1911/12          | 32   | 25   | 4            | 0            | 0      | 0      | 36    | 25    | 0                  | 0                  | 36    | 25    |
| Сандерленд               | 1912/13          | 30   | 12   | 9            | 5            | 1      | 1      | 40    | 18    | 1                  | 1                  | 41    | 19    |
| Сандерленд               | 1913/14          | 36   | 15   | 5            | 0            | 1      | 0      | 41    | 15    | 0                  | 0                  | 42    | 15    |
| Сандерленд               | 1914/15          | 7    | 2    | 0            | 0            | 0      | 0      | 7     | 2     | 0                  | 0                  | 7     | 2     |
| Сандерленд               | 1915/16          | -    | -    | -            | -            | -      | -      | 0     | 0     | 1                  | 1                  | 1     | 1     |
| Сандерленд               | 1916/17          | -    | -    | -            | -            | -      | -      | 0     | 0     | 0                  | 0                  | 0     | 0     |
| Сандерленд               | 1917/18          | -    | -    | -            | -            | -      | -      | 0     | 0     | 1                  | 1                  | 1     | 1     |
| Сандерленд               | 1918/19          | -    | -    | -            | -            | 2      | 2      | 2     | 2     | 14                 | 3                  | 16    | 5     |
| Сандерленд               | Итого            | 280  | 148  | 35           | 9            | 4      | 3      | 319   | 160   | 22                 | 14                 | 341   | 174   |
| Профессионалы            | 1913/14          | -    | -    | -            | -            | 1      | 2      | 1     | 2     | 0                  | 0                  | 1     | 2     |
| Профессионалы            | Итого            | 0    | 0    | 0            | 0            | 1      | 2      | 1     | 2     | 0                  | 0                  | 1     | 2     |
| Брайтон энд Хоув Альбион | 1919/20          | 12   | 5    | 0            | 0            | 0      | 0      | 12    | 5     | ?                  | ?                  | 12+   | 5+    |
| Брайтон энд Хоув Альбион | Итого            | 12   | 5    | 0            | 0            | 0      | 0      | 12    | 5     | ?                  | ?                  | 12+   | 5+    |
| Всего за карьеру         | Всего за карьеру | 292  | 153  | 35           | 9            | 5      | 5      | 332   | 167   | 22+                | 14+                | 354+  | 181+  |